# Happy jazz album vol. II
Happy jazz album vol. II peti je studijski album hrvatske jazz i rock glazbenice Zdenke Kovačiček, kojeg 1994. godine objavljuje diskografska kuća Croatia Records.
Zdenka Kovačiček i trio Vanje Lisaka materijal za album snimaju 2. i 3. siječnja 1993. godine u B.P. klubu i u studiu Radio Zagreba. Kao gosti na snimanje su pozvani poznati zagrebački jazz glazbenici i tamburaški orkestar HRT-a. Album pored standardnih jazz skladbi sadrži i "Dok razmišljam o nama" od Josipe Lisac.

## Popis pjesama
1. "S' wonderful"
2. "Dok razmišljam o nama"
3. "Sunny side of the street"
4. "Summertime"
5. "Chattanooga choo choo"
6. "The lady is a tramp"
7. "Georgia on my mind"
8. "New York, New York"
9. "Quell' uomo dei miei sogni"
10. "Nuages"
11. "Is you is or is you ain't my baby"